# Pain Is So Close to Pleasure
Pain Is So Close to Pleasure är en låt av det brittiska rockbandet Queen, utgiven 1986 på albumet A Kind of Magic. Låten skrevs av sångaren Freddie Mercury och basisten John Deacon och släpptes som singel i Kanada, Tyskland, Nederländerna och USA den 17 mars 1986.

## Medverkande
- Freddie Mercury - sång och bakgrundssång, synthesizer, piano
- Brian May - elgitarr
- Roger Taylor - trummor
- John Deacon - elbas, kompgitarr, trumprogrammering, synthesizer, sampler